# بروزو (شهرستان کالیش)
بروزو (به لهستانی:  Brudzew) یک روستا در لهستان است که در گمینا بلیزانوو واقع شده‌است. بروزو ۴۷۰ نفر جمعیت دارد.